# Parc Provincial de Tatshenshini-Alsek
El Parc Tatshenshini-Alsek o Parc Provincial de vida silvestre de Tatshenshini-Alsek és un parc provincial de la Columbia Britànica al Canadà (9580 km²). Va ser establert el 1993 després d'una intensa campanya de les organitzacions de conservacionistes canadenques i nord-americans per aturar l'exploració minera i el desenvolupament a la zona, i protegir la zona per al seu gran patrimoni natural i els valors de biodiversitat. Està inscrit a la llista del Patrimoni de la Humanitat de la UNESCO des del 1979.